# Crno vino
Crno vino ili crveno vino je vino koje se proizvodi od plavog ili crnog grožđa. Od bijelog vina i Roséa se razlikuje po proizvodnim procesu. 
Crveni pigmenti se nalaze samo u ljusci voća. Stoga je moguće, od crvenih sorti grožđa proizvesti i bijela vina. 
Najomiljenije i najvažnije vinske sorte crnih vina vinara Hrvatskoj su Babić, Dingač, Plavac, Plavac mali, Merlot i Crni Pinot.

## Nazivlje
Crno i crveno vino upućuju na istu boju vina, niti jedan niti drugi naziv u našem jeziku nisu pogrešni. Hrvatski Sommelier klub u svojoj knjizi "Sommelier – zanimanje budućnosti" navodi kako zakon o vinu dozvoljava te koristi oba naziva za opisivanje "te" boje vina. Crno vino tradicionalni je termin našeg jezika, koji se redovito upotrebljava u hrvatskoj literaturi o vinu, kao i u kreiranju vinskih brendova. Usadio se u psihologiju potrošača. Profesor Ivan Sokolić u svom klasičnom djelu "Zlatna knjiga o vinu", koristi izraz crno vino.
Semantički, neupitno je da crno vino nije crne boje. Priručnik za Sommeliere, Simeona De Nicola i dr. u svojoj kromatskoj procjeni navodi sljedeće boje vezane uz tu kolorizaciju vina: rubinski crvena, granat-crvena te narančastocrvena. Navedena procjena jasno daje do znanja da se radi o crvenoj ili crveno-srodnoj boji vina. Ako se za primjer uzmu jake vinske zemlje može se vidjeti kako su korišteni termini red wine (engleski), vin rouge (francuski), rotwein (njemački) te vino rosso (talijanski). Svi navedeni termini se na hrvatski jezik prevode kao crveno vino. No, na španjolskom se vino od crnog grožđa zove vino tinto. Tinto ne znači crveno, nego obojano ili tamno. Međutim, ni bijelo vino nije bijele boje, niti je bezbojno. Ono je uglavnom žuto, pa ga ne zovemo žutim vinom. Prema nekima s obzirom da je "crno vino" tradicionalni hrvatski termin, a vino autohtoni, lokalni proizvod i jezik opisa također treba biti lokalnog karaktera.

## Vanjske poveznice
- Vinski portal
- Croatian Wine Organization  Arhivirana inačica izvorne stranice od 10. srpnja 2017. (Wayback Machine)